# Julian Fałat
Julian Falat (n. 30 iulie 1853 în Tuligłowy aproape de Lwów - d. 9 iulie 1929 în Bystra Śląska) a fost unul dintre cei mai prolifici pictori polonezi de acuarelă, unul dintre cei mai buni pictori peisagiști ai țării, precum și unul dintre cei mai importanți impresioniști polonezi. Julian Falat a studiat la Școala de Arte Frumoase din Cracovia sub directa îndrumare a profesorului Władysław Łuszczkiewicz, după care a urmat cursurile Academiei de Artă din München. După multe peregrinări prin Europa și Asia, Julian Falat a adunat o serie de schițe și studii din călătoriile sale, studii care s-au dovedit a fi hotărâtoare în evoluția sa, artistică, ulterioară. Temele caracteristice artistului sunt peisajele poloneze, scenele de vânătoare, portretele și studiile derivate din călătoriile pe care le-a făcut.  În anul 1886, Falat acceptă o invitație făcută de către împăratul german Wilhelm al II-lea pentru a îndeplini sarcinile de pictor de curte la Berlin.

## Biografie
Julian Falat a reușit să învețe și să evolueze artistic fără a avea ajutor familial sau să fie beneficiarul vreunei burse. Școala medie a absolvit-o în anul 1869 în localitatea Przemysl, după care s-a înscris la Școala de Arte Frumoase din Cracovia. Din cauză că materialele necesare picturii în ulei erau scumpe, Julian Falat s-a dedicat îndeosebi acuarelei. După absolvirea Academiei din Cracovia vizitează Ucraina unde se angajează ca desenator la săpăturile care se efectuau la diverse situri arheologice. A lucrat, apoi, în atelierul arhitectului Felix Gasiorowski din Odesa, după care pleacă la studii suplimentare la universitățile din Zürich și München. Nevoit să-și câștige existența lucrează ca tehnician la construcția de căi ferate. A studiat până în anul 1880, el pictând în această perioadă mai mult peisaje, scene de gen și portrete.
În anul 1881, vizitează Roma și pictează în acel an „Rugăciunea unui om în vârstă” (poloneză Modlący się starzec).  Lucrează în următorii ani, 1882 - 1886, la Varșovia. Următorii patru ani a lucrat la curtea împăratului Wilhelm al II la Berlin. În această perioadă deschide o mulțime de expoziții la Berlin, Viena și München. În 1895 devine directorul Academiei de Arte Frumoase din Cracovia pe care a reformat-o prin aducerea de noi profesori. L-a numit, astfel pe Jan Stanisławski director la secția de peisagistică. Julian Falat a fost unul dintre membrii fondatori a Societății artiștilor polonezi Sztuka.
Julian Falat se căsătorește în anul 1900 cu italianca Maria Luisa Stuckenfeld cu care a avut trei copii: Helen (viitoarea soție a actorului Igo Sym), Kazimierz și Lucian. Julian a călătorit frecvent la Zakopane și de aceea între picturile sale apar în mod frecvent peisaje (cum este „Valea Kościeliska” (poloneză Dolina Kościeliska, 1894 sau „Pod Nosalem”, 1909). În anul 1902 construiește o vilă cu un atelier în Bystrej și începând din anul 1910, când și-a dat demisia din funcția de rector al Academiei, se mută aici permanent (în prezent Fałatówką).
După recâștigarea independenței Poloniei, Julian Falat s-a implicat în refacerea vieții culturale poloneze. Între anii 1919 - 1922 a trăit la Toruń, unde și-a cumpărat o nouă casă. Clădirea de pe strada Staromiejska nr.28 a devenit cu timpul centrul cultural al Torun-ului. După moartea fiului său Lucian, Julian donează casa din Pomerania unei Societăți pentru Protecția Copiilor. A avut inițiative generoase înființând Societatea de Muzică din Pomerania și Societatea Prietenilor Artelor Frumoase, el fiind primul președinte și cofondator al acestor confreerii. A pictat în această perioadă locuri din Torun și multe peisaje. Numele său este purtat de una din străzile din Torun. Julian Falat, a fost directorul Departamentului de Artă pe vremea ministeriatului lui Anthony Ponikowskiego. În anul 1925, Julian Falat a organizat o expoziție retrospectivă în Cracovia și Varșovia.
Falat moare în Bystra Śląska la 9 iulie 1929. Un muzeu din Polonia, numit Fałatówka, este dedicat lui. Din cei trei copii doar Kazimierz (Togo) (1904-1981), a continuat să picteze în acuarelă. Unele lucrări, au fost jefuite sub ocupația germană. Falat obișnuia să spună:
„Arta poloneză ar trebui să transmită istoria și credințele noastre, calitățile noastre, precum și defectele noastre, trebuie să fie chintesența țării noastre, cerul nostru, și idealurile noastre.”—Julian Falat

## Galerie imagini

### Autoportrete

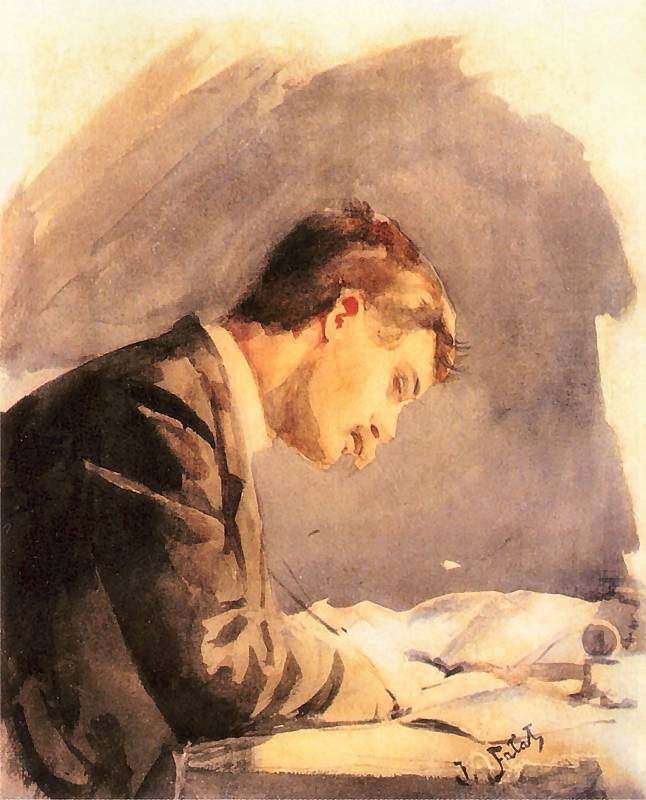
1873
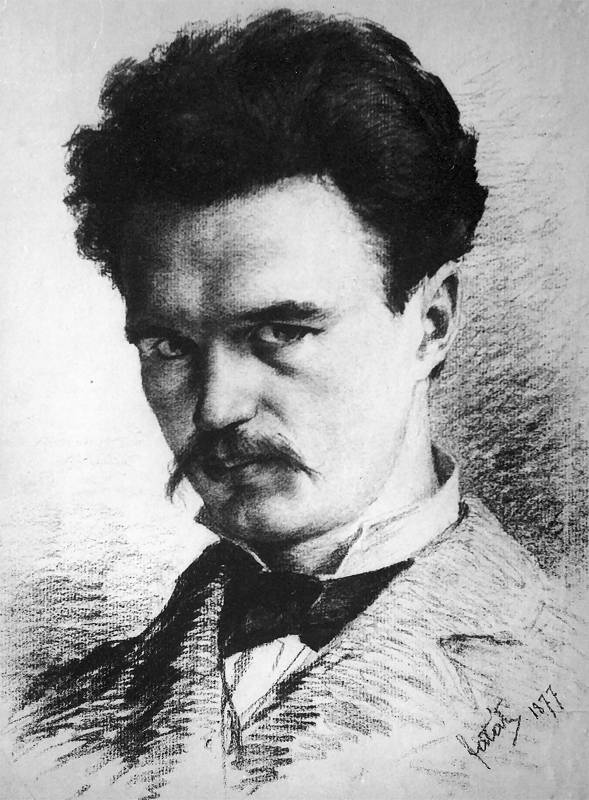
1877
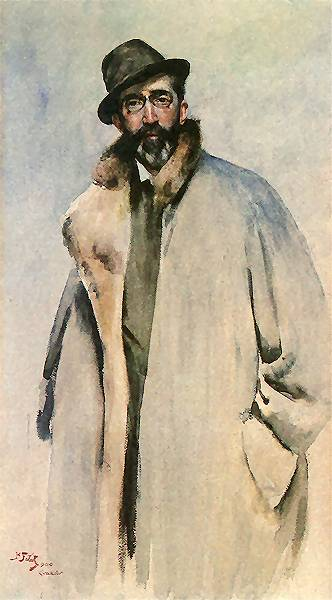
1900
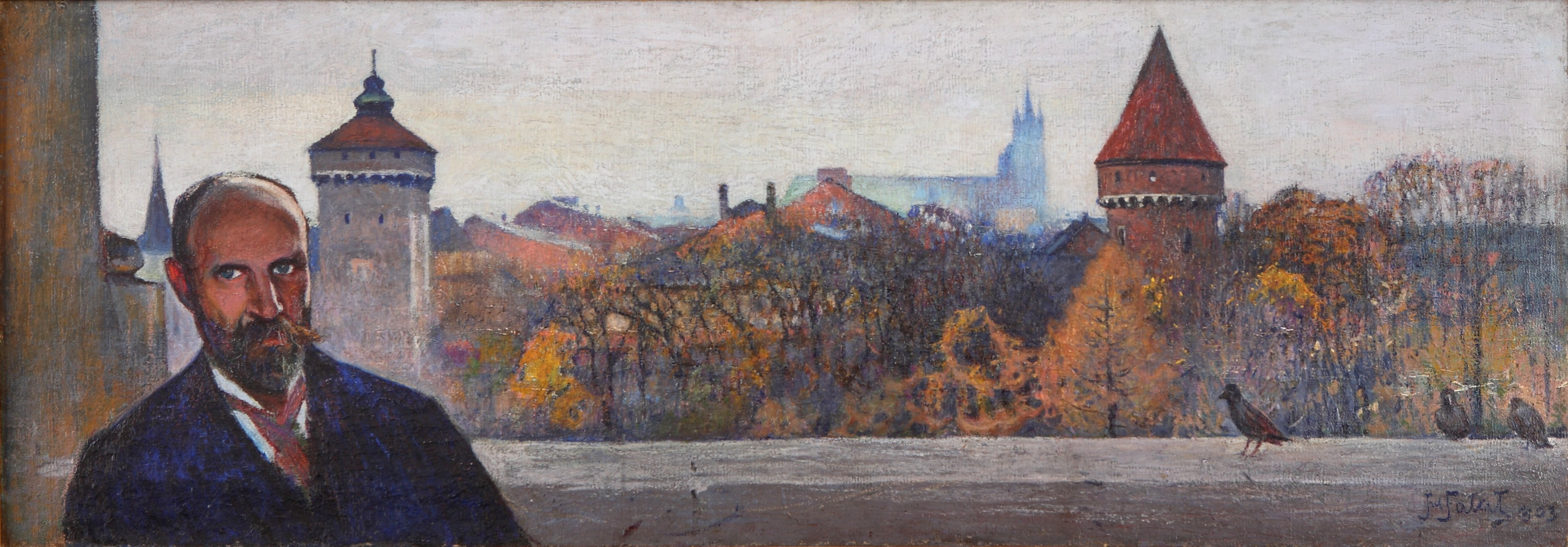
1904
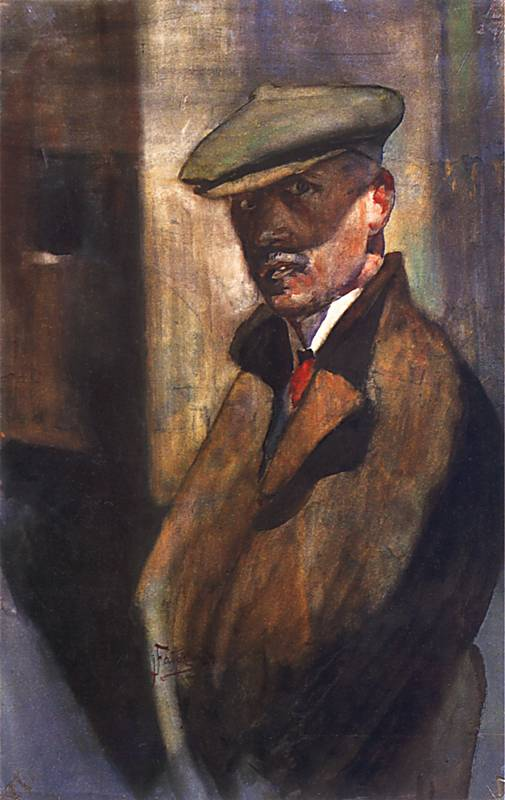
1910

### Portrete

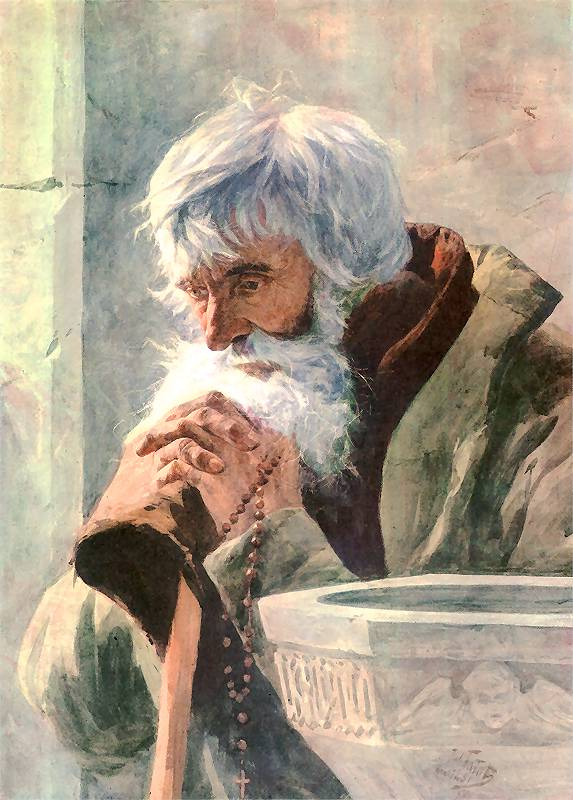
„Rugăciunea unui om în vârstă”, 1881
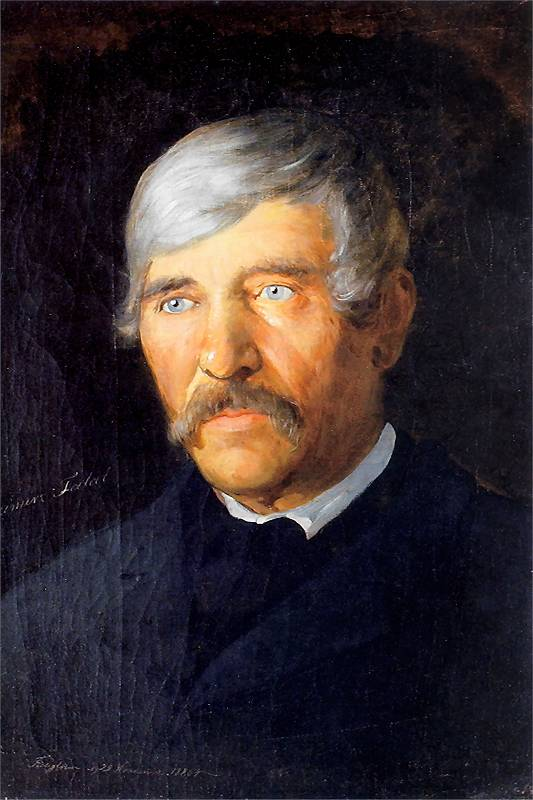
„Tatăl artistului”, 1880
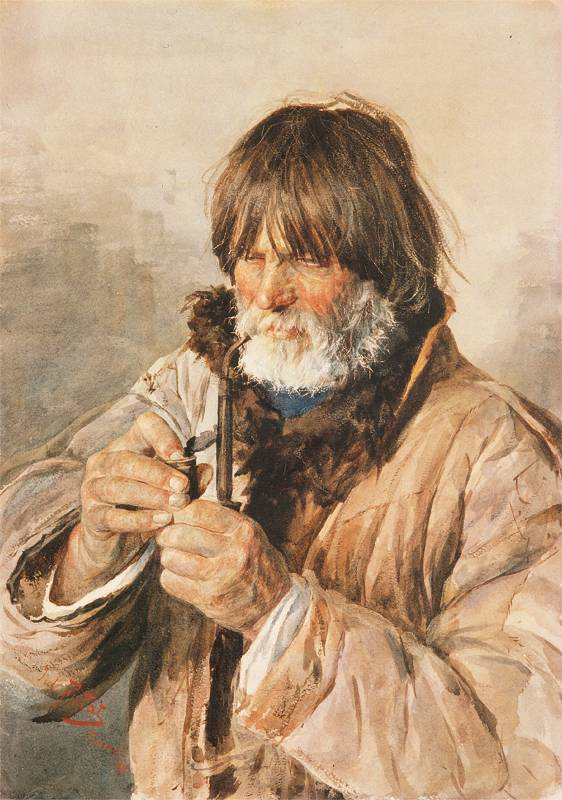
„Bărbat cu pipă”, 1881
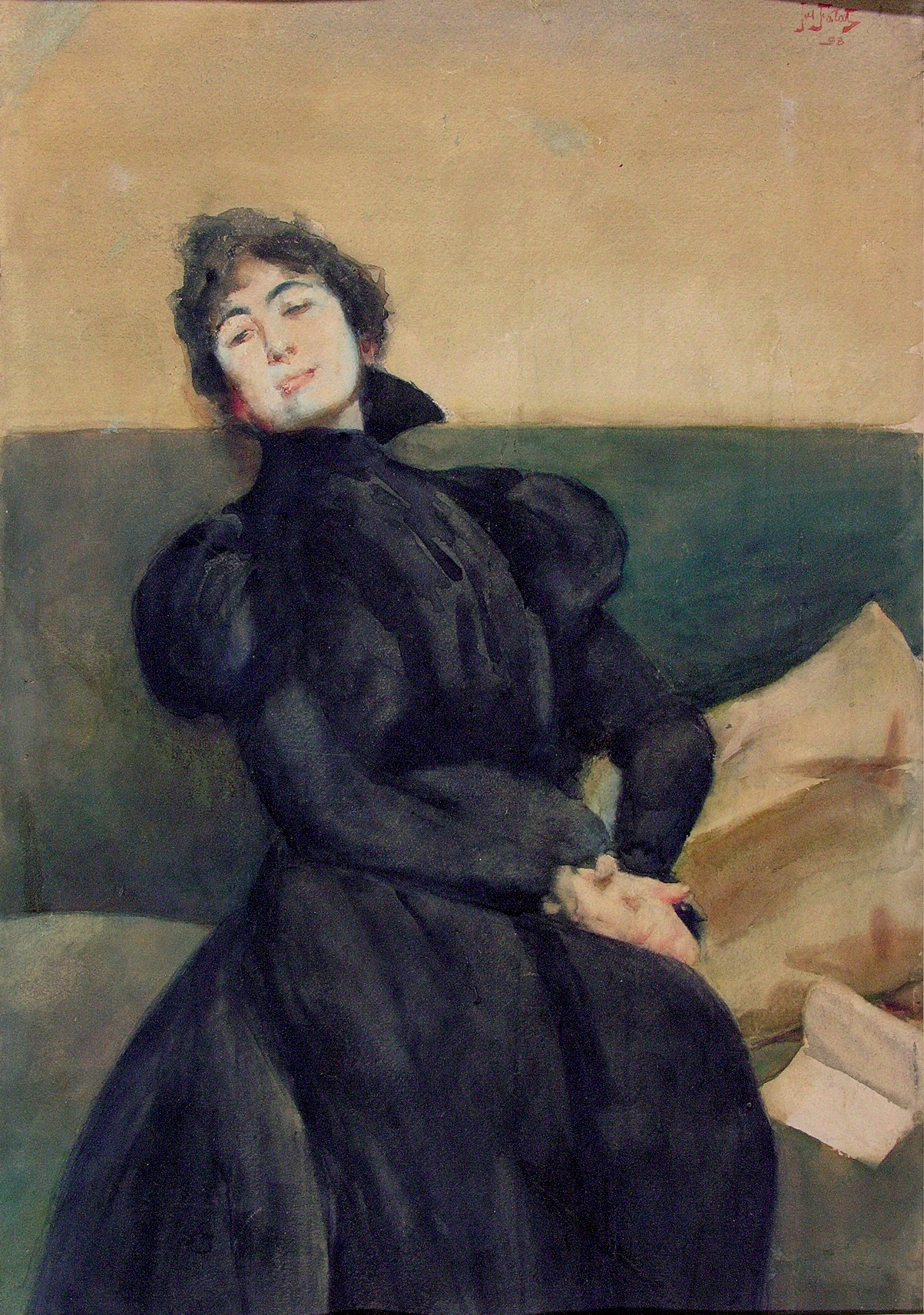
„Portretul Gabrielei Zapolska”, 1898

### Casa Falat din Bielsko-Biała

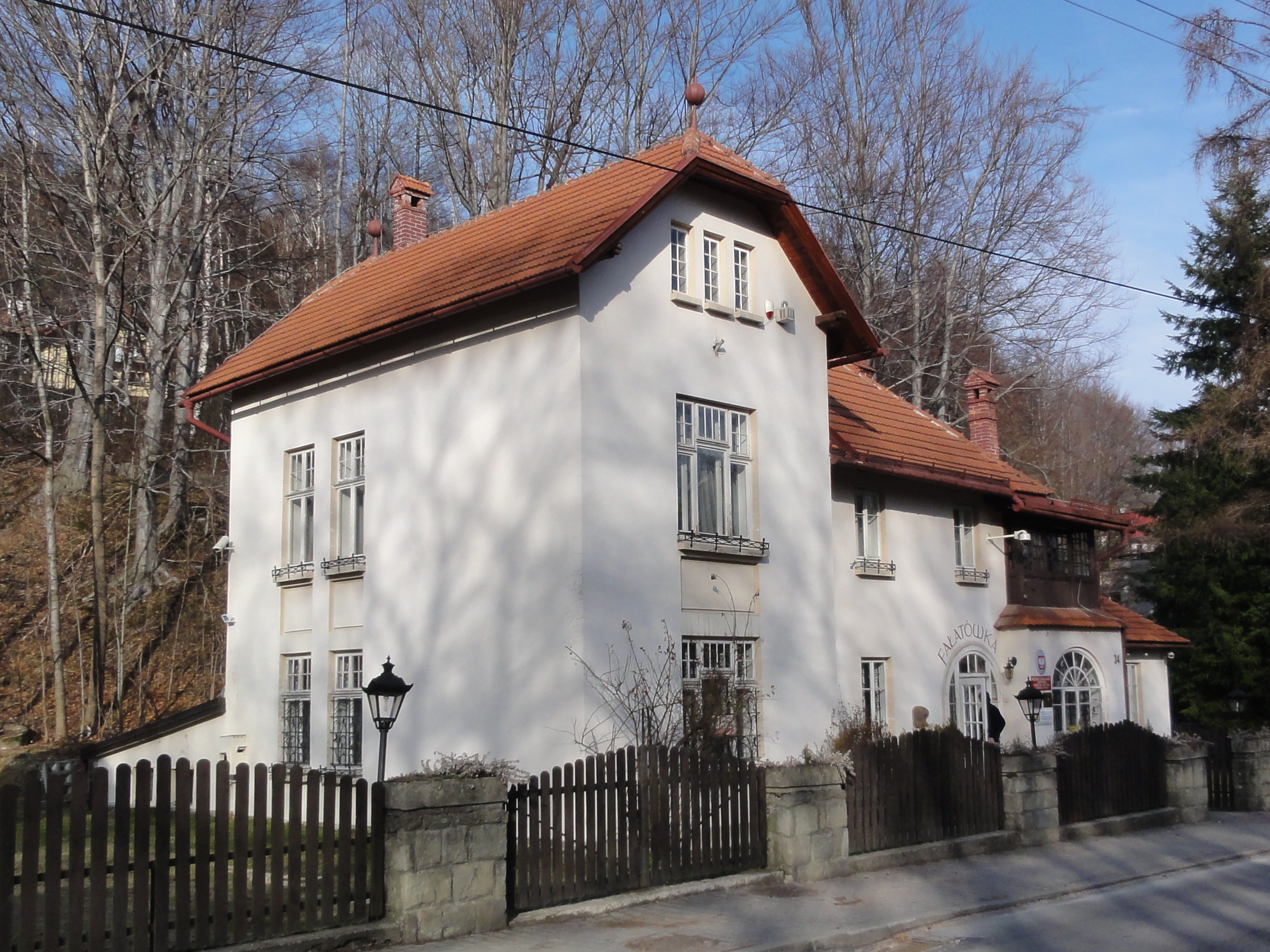
Casa Falat
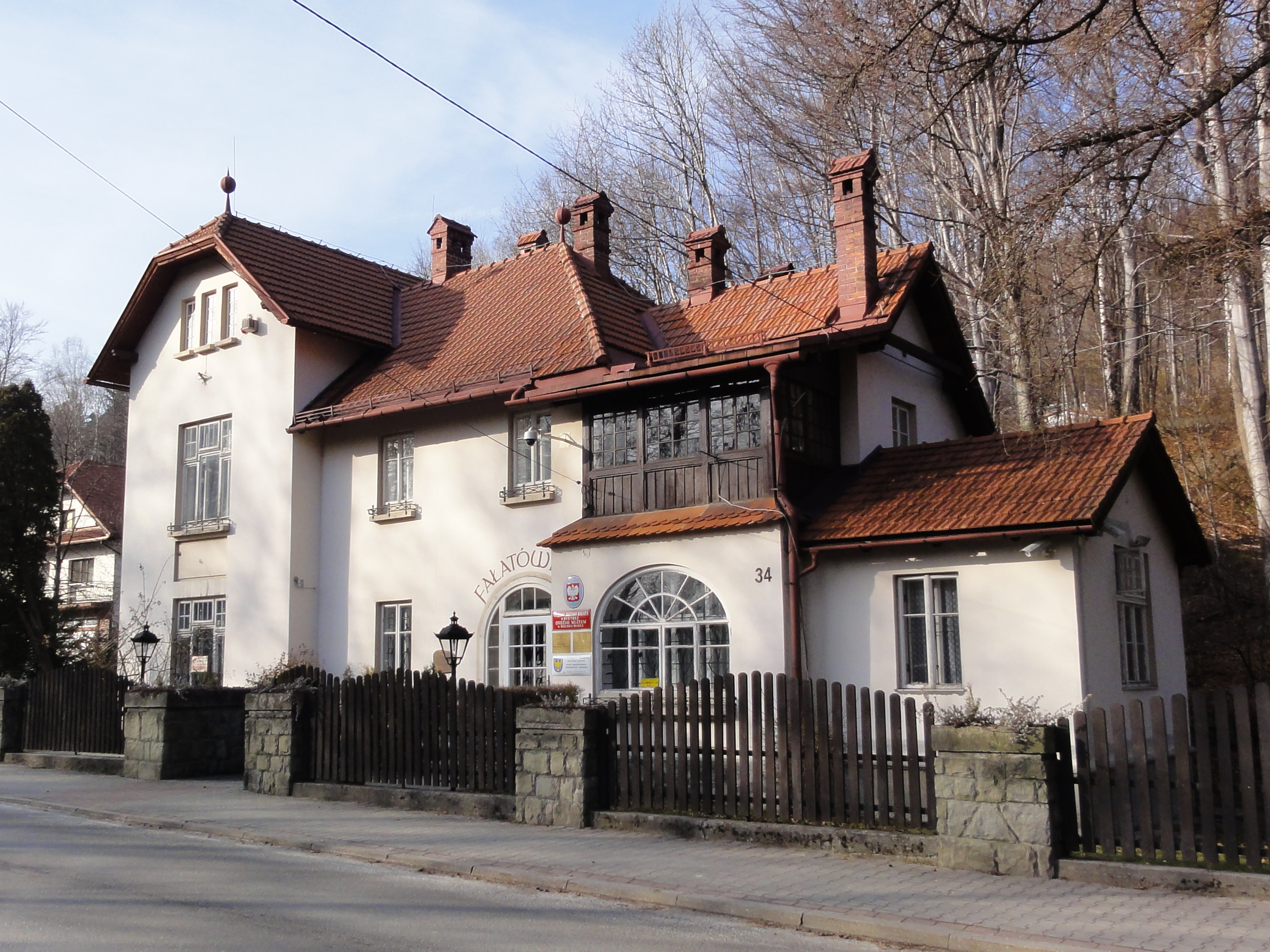
Casa Falat
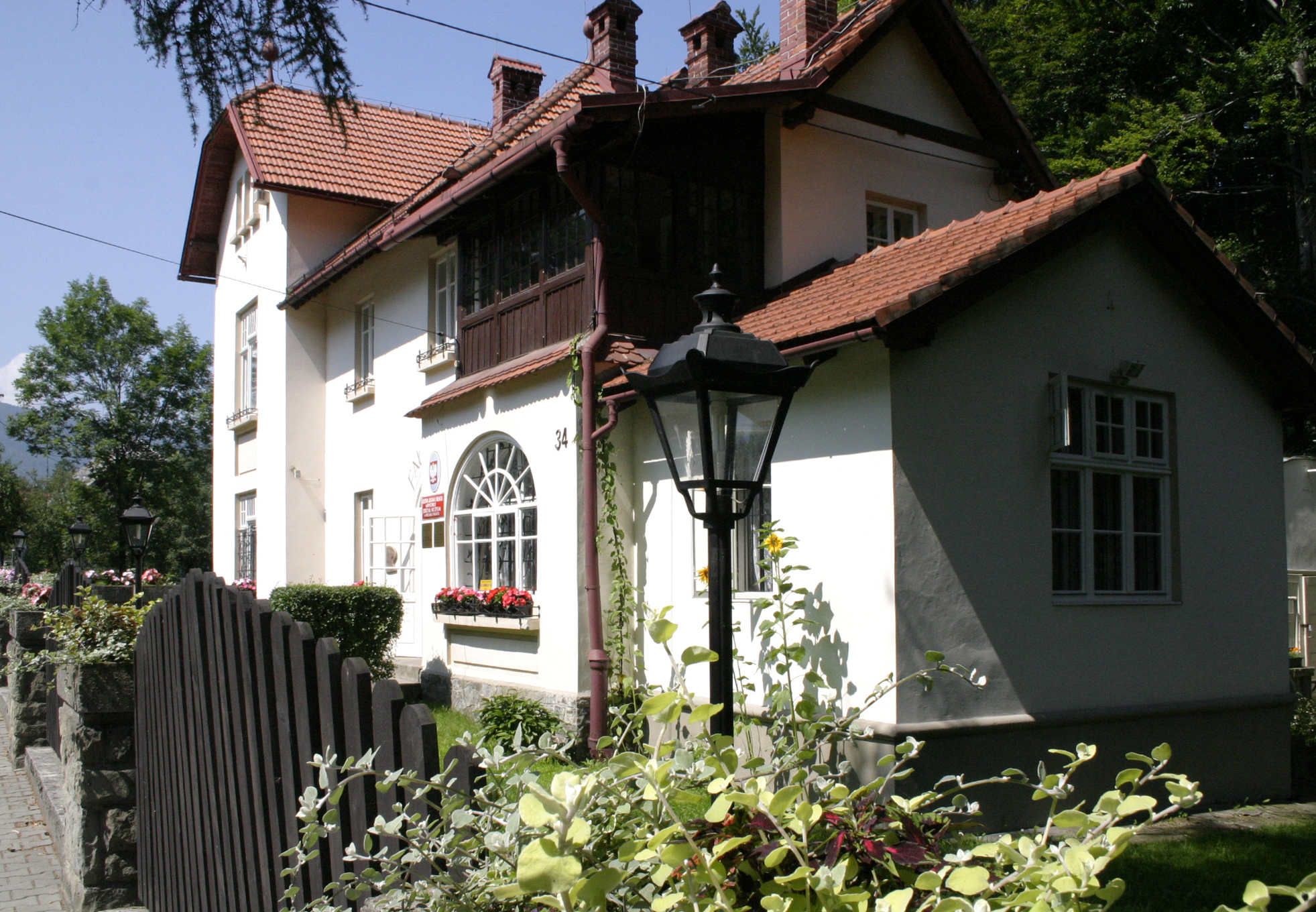
Casa Falat
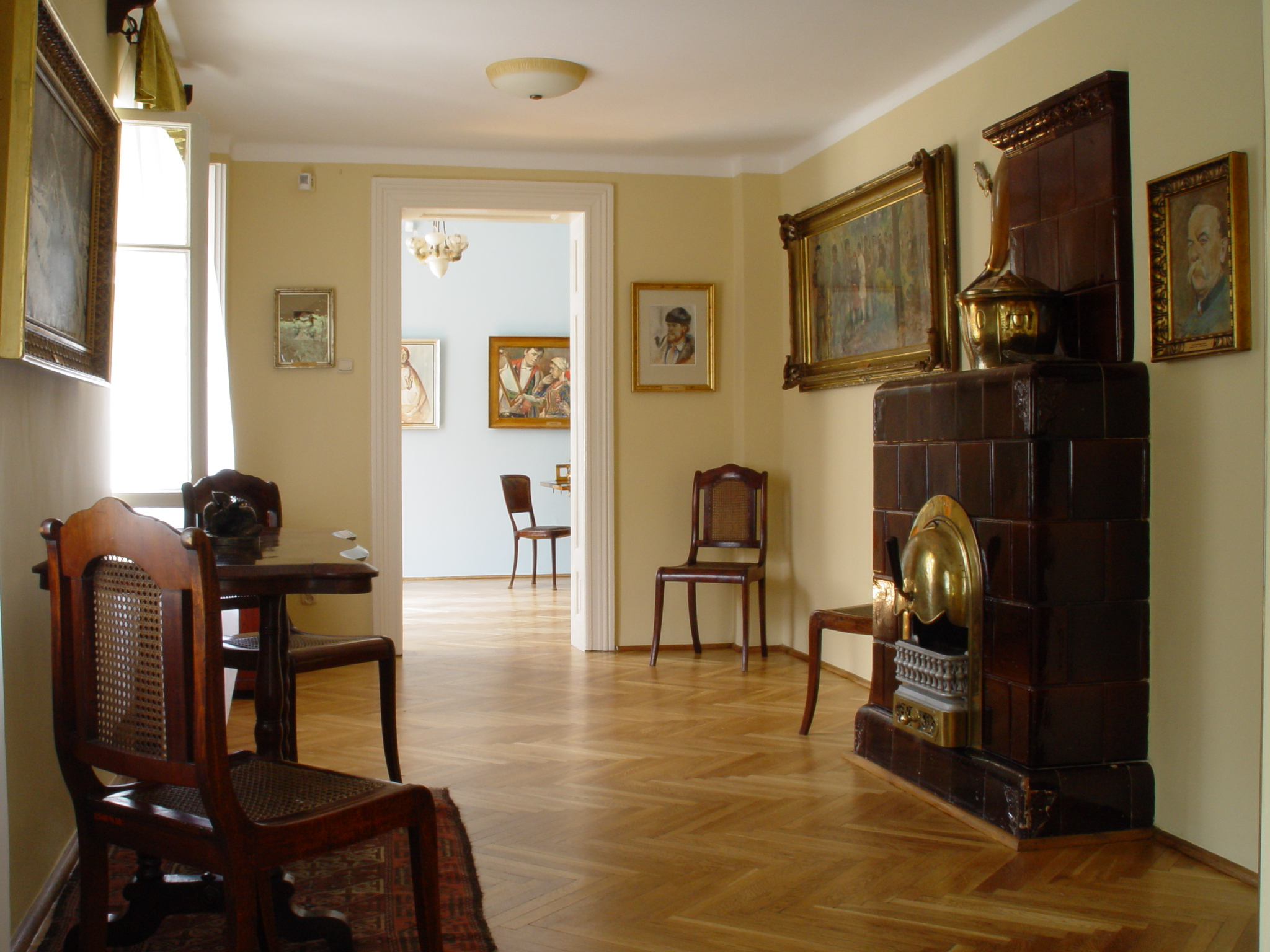
Interior

### Peisaje

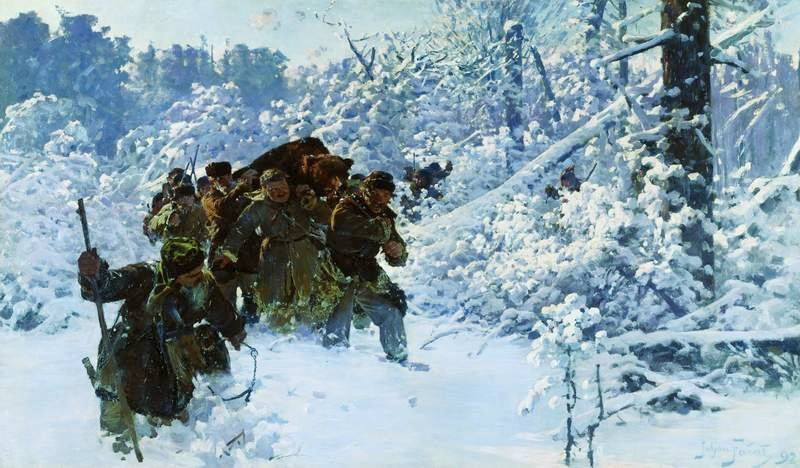
Aducerea urseului, 1892
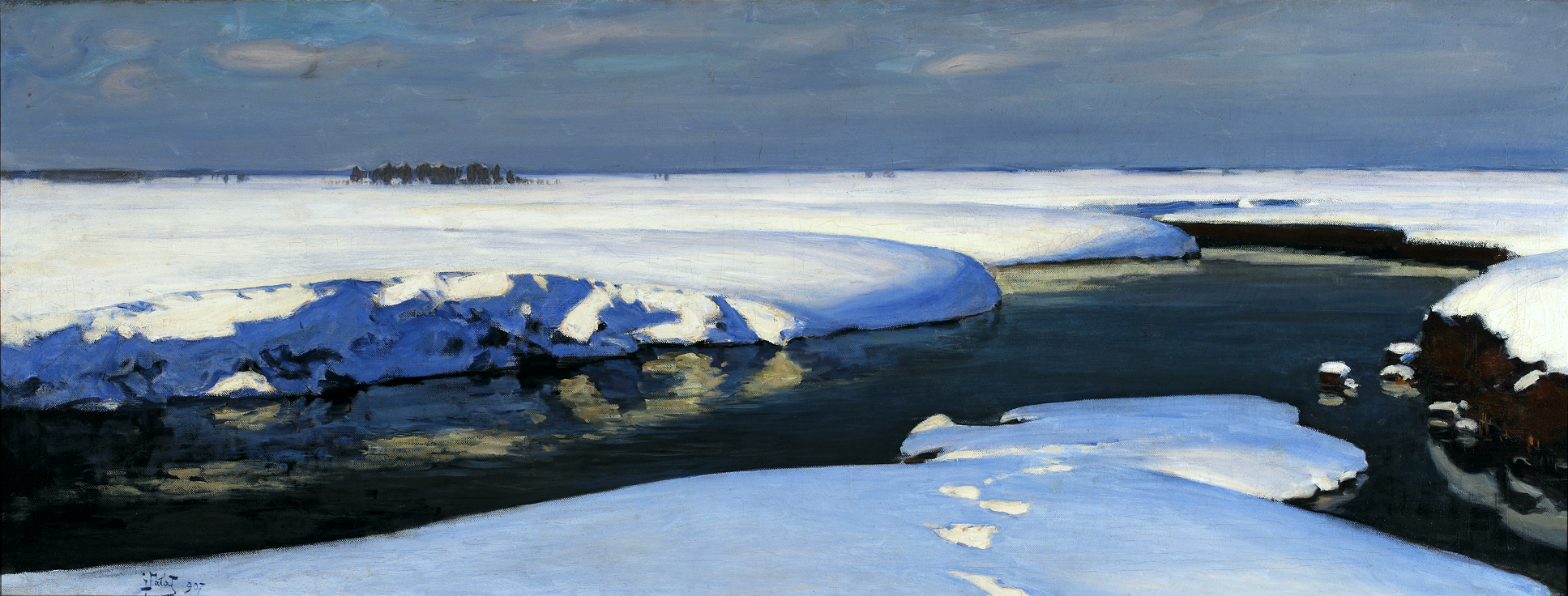
„Peisaj de iarnă cu râu”, 1907
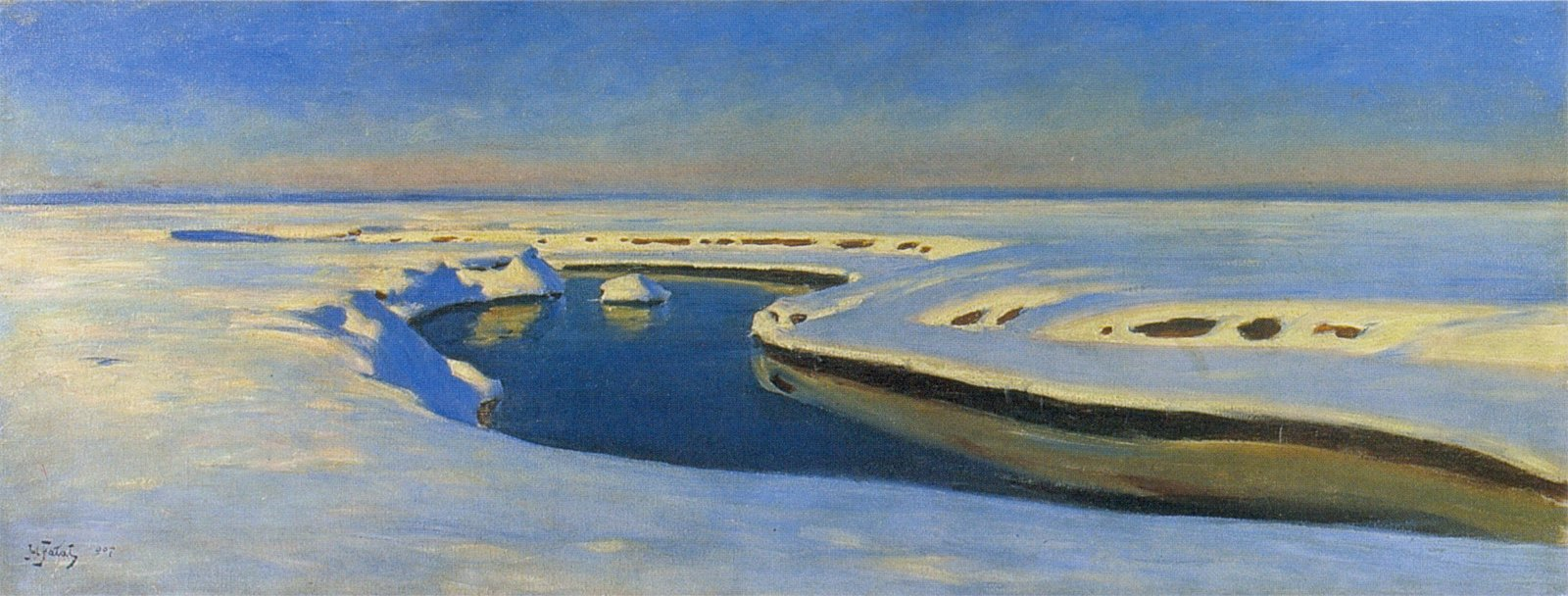
„Zăpadă”, 1907
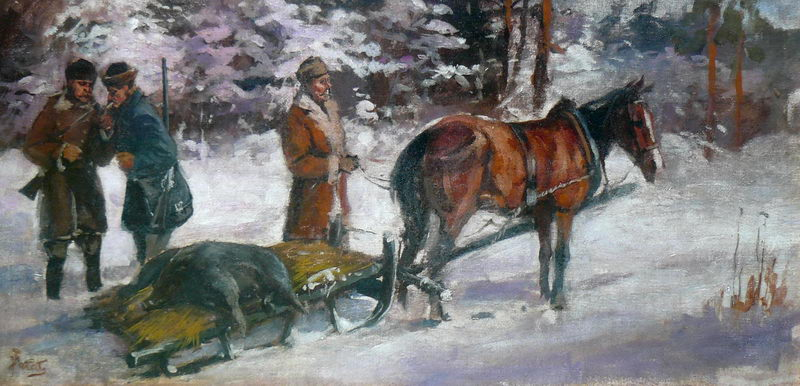
„După vânătoare”, 1929